# Simone Raccani
Simone Raccani, né le 2 mars 2001 à Thiene, est un coureur cycliste italien.

## Biographie
Simone Raccani commence le cyclisme à l'âge de sept ou huit ans à la Scuola Ciclismo Alto Vicentino, en Vénétie. Il poursuit ensuite sa progression au VC Schio 1902 dans les jeunes catégories. Chez les juniors, il court au club Borgo Molino Rinascita Ormelle, où il se fait remarquer par ses qualités de grimpeur,. 
En 2020, il rejoint l'équipe continentale Beltrami TSA Marchiol pour ses débuts espoirs. Les deux années suivantes, il est membre de l'équipe Zalf Euromobil Fior. Il gagne plusieurs courses d'un jour en Italie, notamment le Gran Premio Capodarco 2021, ainsi que le Trofeo di Monte Urano et le Trophée MP Filtri en 2022. En juillet 2022, il termnen troisième du Tour de la Vallée d'Aoste, une course par étapes réputée du calendrier des moins de 23 ans. Le mois suivant, il est stagiaire au sein de l'équipe World Tour belge Quick-Step Alpha Vinyl, avec qui, il abandonne les trois courses où il est au départ.
En 2023, il rejoint l'UCI ProTeam Eolo-Kometa. Il se classe notamment cinquième du classement général de la Course de la Paix espoirs et seizième du Tour d'Autriche. Cependant, le 17 août 2023, il annonce arrêter sa carrière à 22 ans pour des raisons personnelles, souhaitant se fixer de nouvelles priorités et de nouveaux objectifs.

## Palmarès et résultats

### Palmarès par années
- 2018
  - 1re étape du Giro del Nordest d'Italia (contre-la-montre par équipes)
- 2019
  - Coppa Montes
  - GP FWR Baron
  - Eccellenze Valli del Soligo (contre-la-montre par équipes)
  - Schio-Ossario del Pasubio
  - 2e du Trofeo Guido Dorigo
  - 3e du Tour du Frioul Juniors
- 2021
  - Tour de la Province de Bielle
  - Gran Premio Capodarco
  - 3e du Giro del Medio Brenta
  - 3e de Zanè-Monte Cengio
- 2022
  - Trofeo di Monte Urano
  - Trophée MP Filtri
  - 2e du Mémorial Claudia
  - 3e des Strade Bianche di Romagna
  - 3e du Tour de la Vallée d'Aoste
- 2024
  - Mémorial Daniele Tortoli
  - 3e du Tour de la Province de Bielle
  - 3e du Tour d'Émilie amateurs
- 2025
  - 4e étape du Tour du Japon
  - 2e étape du Tour de Gyeongnam
  - 2e du Tour du Japon
  - 2e du Tour de Gyeongnam

### Classements mondiaux
| Année                                 | 2021 | 2022 | 2023  | 2024  |
| ------------------------------------- | ---- | ---- | ----- | ----- |
| Classement mondial                    | 855e | 781e | 1543e | 1521e |
| UCI Europe Tour                       | 660e | 590e | nc    | nc    |
|                                       |      |      |       |       |
| Légende : nc = non classéSource : UCI |      |      |       |       |